# Камарго (Оклахома)
Камарго (енгл. Camargo) град је у америчкој савезној држави Оклахома.

## Демографија
По попису из 2010. године број становника је 178, што је 63 (54,8%) становника више него 2000. године.
| Група             | 2000.       | 2010.       |
| Белци             | 112 (97,4%) | 149 (83,7%) |
| Афроамериканци    | 0 (0,0%)    | 1 (0,6%)    |
| Азијати           | 0 (0,0%)    | 0 (0,0%)    |
| Хиспаноамериканци | 2 (1,7%)    | 15 (8,4%)   |
| Укупно            | 115         | 178         |